# Pantodon buchholzi
Pantodon buchholzi Peters, 1876, comunemente chiamato pesce farfalla africano, è l'unica specie attuale della famiglia Pantodontidae (dal greco pan tutto + odóntos denti) all'interno dell'ordine degli Osteoglossiformes. Pur avendo lo stesso nome comune, non è strettamente imparentato con i pesci farfalla d'acqua salata.

## Distribuzione e habitat
I pesci farfalla vivono negli specchi d'acqua leggermente acidi e stagnanti dell'Africa occidentale, che presentino una corrente lenta o assente ed un'alta densità di vegetazione galleggiante. Sono comuni nel lago Ciad, nel bacino del fiume Congo, lungo tutto il basso Niger, il Camerun, il fiume Ogooue e l'alto Zambesi, ma sono presenti anche nel delta del Niger, nel basso Ogun e nel basso Cross river.

## Descrizione
Il corpo del pesce farfalla è compresso lateralmente, con testa e dorso appiattiti ed un profilo ventrale convesso. La bocca è larga, rivolta verso l'alto e munita di numerosi denti, e la mascella inferiore è sporgente. La pinna dorsale è piccola e posizionata molto posteriormente sul dorso, mentre le pinne pettorali sono alte, molto sviluppate, ed estese come ali, per poter sostenere il corpo lungo i piccoli voli fuori dall'acqua. La pinna anale ha radice corta e sviluppo verticale, e si oppone alla dorsale, mentre la pinna caudale è lunga, dritta e piuttosto appuntita, con i due raggi centrali allungati fino al triplo delle zone esterne. Le pinne ventrali sono molto caratteristiche: la radice è tozza e si allarga a ventaglio per qualche mm, formando una membrana che unisce alla base dei lunghi raggi (quattro per pinna) che si sviluppano liberi per 5-6 cm.
Le scaglie, cicloidi e semicircolari, sono molto grandi, in un numero di 26-30 lungo la linea laterale, e 21-26 predorsali. La livrea è verde olivastro sul dorso e sui fianchi, con riflessi argentei, e punti e striature di colore violetto, e giallo argentato sul ventre. Le pinne sono di colore viola vivido, punteggiate da piccoli punti marroni violetto, che formano bande trasversali sulle pinne pettorali, e violette all'interno ed all'estremità. Le sue dimensioni possono arrivare a 15 centimetri.

### Dimorfismo sessuale
Nella femmina l'orlo inferiore della pinna anale è tondeggiante, mentre nei maschi è profondamente inciso e presenta i raggi centrali allungati a formare una struttura a tubo che costituisce un rudimentale gonopodio.

## Biologia
Il pesce farfalla è un cacciatore di superficie specializzato, ed è in grado di respirare aria attraverso la sua vescica natatoria abbondantemente vascolarizzata. I suoi occhi sono costantemente puntati sulla superficie, e la sua bocca rivolta verso l'alto è specificamente adatta alla cattura di piccole prede lungo il pelo dell'acqua. Se il flusso dell'acqua gli garantisce una velocità sufficiente, può saltare e planare per una distanza anche di 3-5 metri sulla superficie per evitare i predatori e catturare le prede. Mentre plana, agita anche le pinne pettorali, mosse dai muscoli pettorali molto ingranditi, e deve il suo soprannome a questa particolare caratteristica. Si nutre principalmente di piccoli insetti e piccoli pesci.

## Riproduzione

P. bucholzi raffigurato in un francobollo

Il corteggiamento è iniziato dal maschio, che avvicina la femmina cercando di nuotarle sopra trattenendola con le pinne, con un rituale lungo e articolato. L'accoppiamento avviene fra le piante, e può durare diversi giorni; per ogni incontro la femmina libera da 3 a 7 uova che galleggiano in superficie. La riproduzione continua finché non sono state deposte dalle 80 alle 200 uova, il cui colore, inizialmente trasparente, si tinge di marrone scuro nelle prime 10 ore. Le uova si schiudono dopo 36 ore, liberando gli avannotti.

## Acquariofilia
I pesci farfalla sono stati introdotti fra gli acquariofili a partire dal 1905, ma la loro diffusione non è molto ampia a causa delle difficoltà di allevamento, soprattutto nell'alimentazione degli avannotti.